# Distichlis spicata
La grama salada  (Distichlis spicata) es una especie herbácea perenne perteneciente a la familia de las poáceas. Es originaria de América, desde Canadá hasta Chile y Argentina.

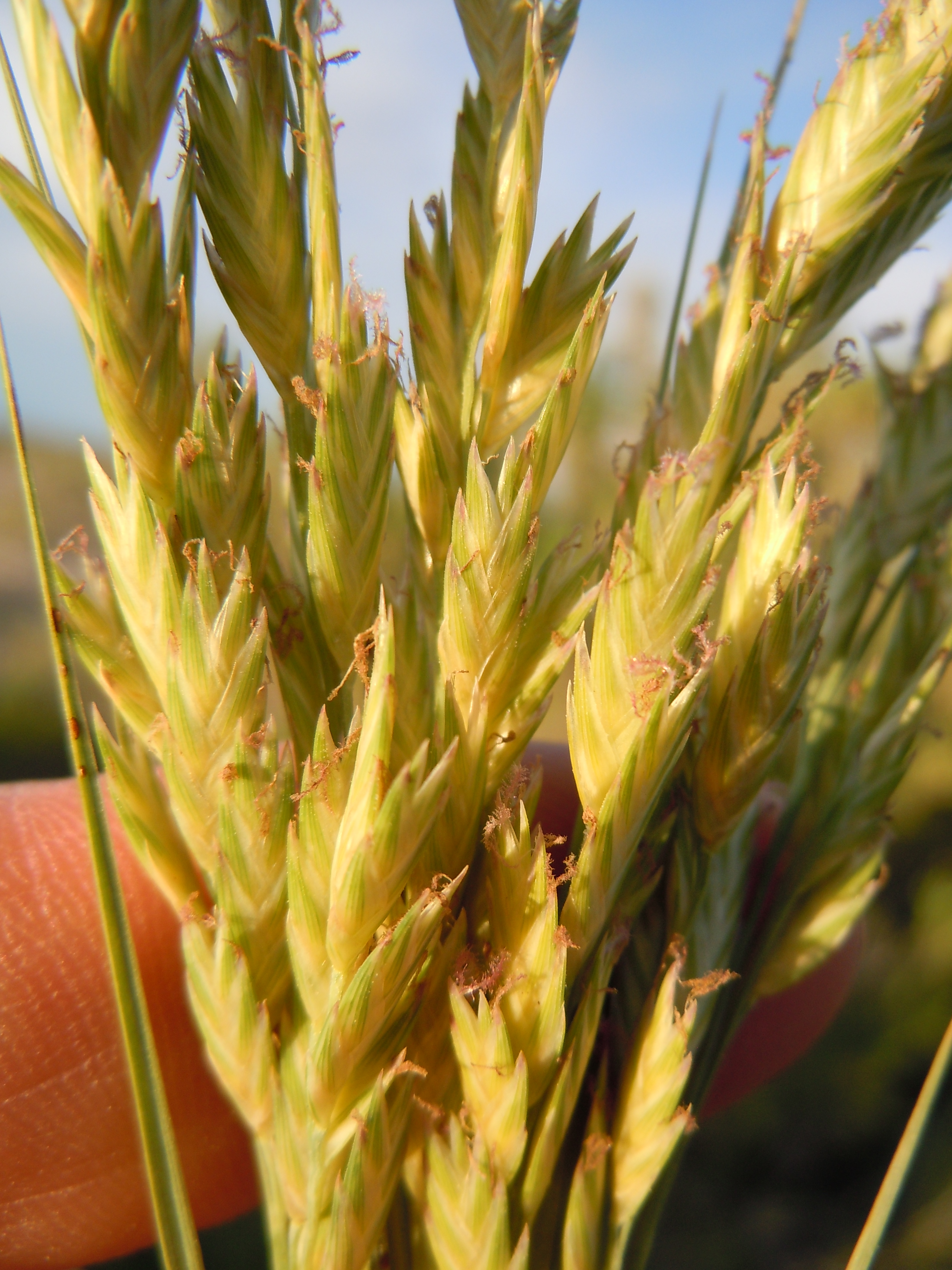
Espigas

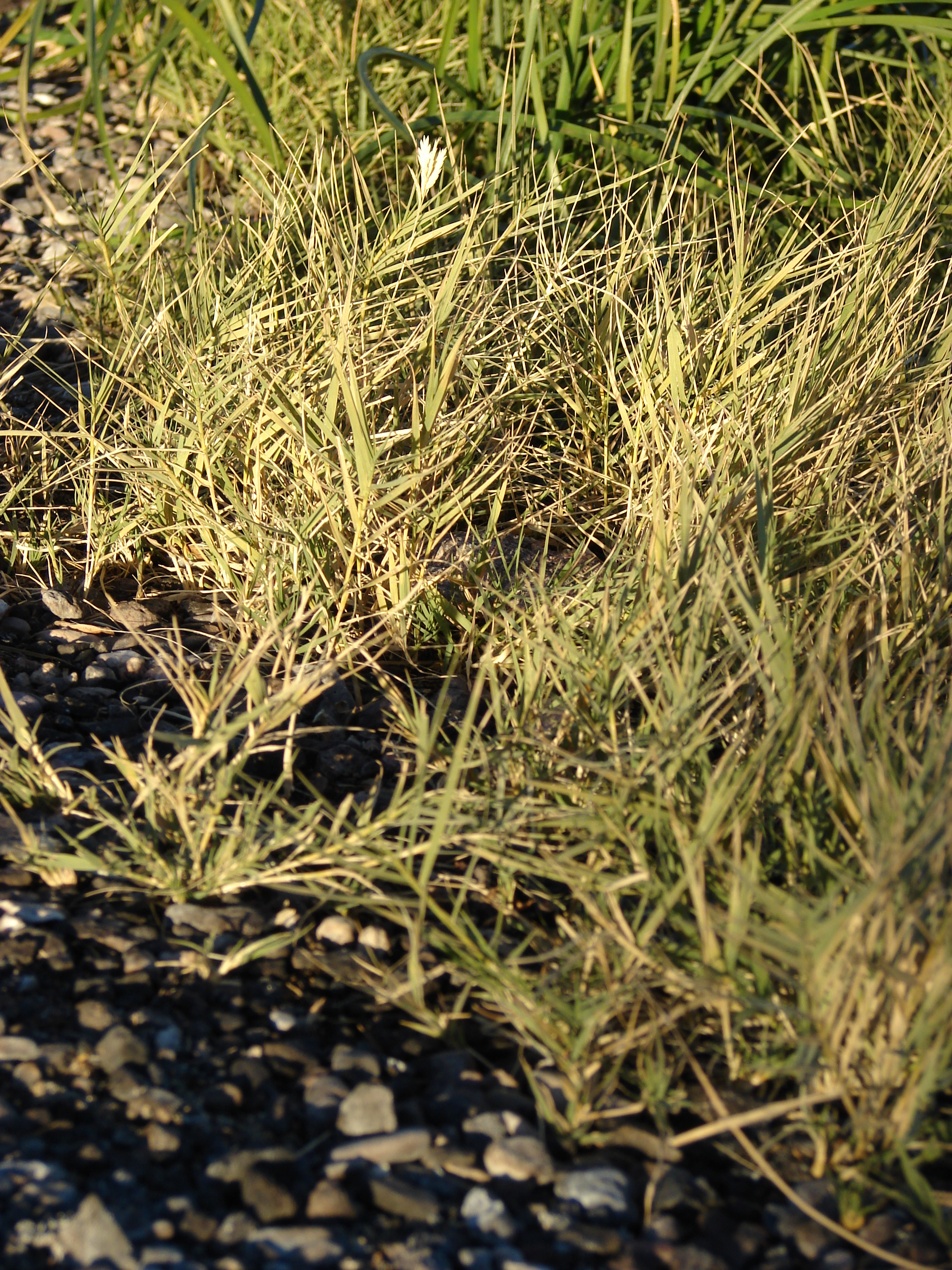
Vista de la planta

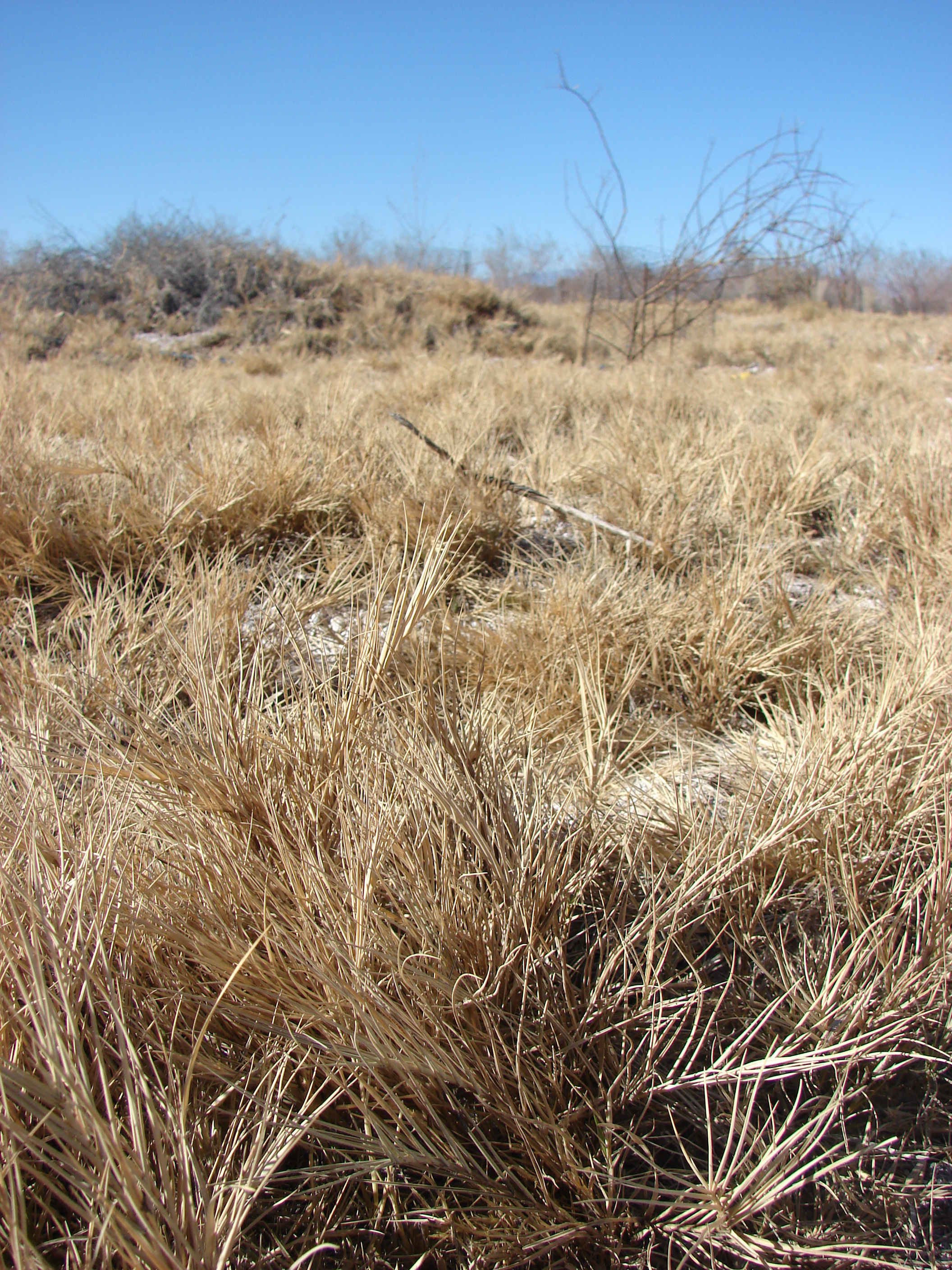
En su hábitat

## Descripción
Tiene culmos erectos y finos de 1-6 dm de altura; plantas erectas de hasta 15 cm de largo,  infloresencia pistilada y ocasionalmente más corta que la inflorescencia estaminada. La inflorescencia pistilada es verde pálida, y de 1-6 cm de largo, 8-36 herringbones aglomeradas; herringbones 5 a 9-flosculadas de 1 cm de largo y 4 mm de ancho.
La raíz tiene tallos subterráneos (rizomas) midiendo varios metros de largo.

## Taxonomía
Distichlis spicata fue descrito por (L.) Greene y publicado en Bulletin of the California Academy of Sciences 2(7C): 415. 1887.
Etimología
Distichlis nombre genérico del género deriva del griego distichos  = (en 2 filas), refiriéndose a la notable filotaxis.
spicata: epíteto latíno que significa "espigas".
Sinonimia
- Agropyron peruvianum (Lam.) Roem. & Schult.
- Brachypodium peruvianum (Lam.) Roem. & Schult. ex Kunth
- Briza spicata Burm.f.
- Briza spicata (L.) Lam.
- Brizopyrum americanum Link
- Brizopyrum boreale J.Presl
- Brizopyrum ovatum Nees ex Steud.
- Brizopyrum prostratum (Kunth) Benth. ex E.Fourn.
- Brizopyrum spicatum (L.) Hook. & Arn.
- Brizopyrum thalassicum (Kunth) Nees
- Distichlis araucana Phil.
- Distichlis dentata Rydb.
- Distichlis deserticola Phil.
- Distichlis hirsuta Phil.
- Distichlis hirta Phil.
- Distichlis marginata Phil.
- Distichlis maritima Raf.
- Distichlis mendocina Phil.
- Distichlis nodosa Raf.
- Distichlis prostrata (Kunth) É.Desv.
- Distichlis stricta (Torr.) Rydb.
- Distichlis tenuifolia Phil.
- Distichlis thalassica É.Desv.
- Distichlis viridis Phil.
- Eragrostis thalassica (Kunth) Steud.
- Festuca distichophylla Michx.
- Festuca spicata Nutt.
- Festuca triticea Kunth
- Festuca triticoides Lam.
- Megastachya prostrata (Kunth) Roem. & Schult.
- Megastachya thalassica (Kunth) Roem. & Schult.
- Poa borealis (J.Presl) Kunth
- Poa dactyloides Kunth
- Poa michauxii Kunth
- Poa prostrata Kunth
- Poa repens Willd. ex Steud.
- Poa subulata Bosc ex Kunth
- Poa thalassica Kunth
- Triticum peruvianum Lam.
- Uniola distichophylla (Michx.) Roem. & Schult.
- Uniola flexuosa Buckley
- Uniola multiflora Nutt.
- Uniola prostrata (Kunth) Trin.
- Uniola pungens Rupr. ex M.Martens & Galeotti
- Uniola spicata L.
- Uniola stricta Torr.
- Uniola thalassica (Kunth) Trin.[4]

## Nombre común
- Pasto del salitral, pelo de chancho, zácate salado, zacahuistle, huizapol, huizapole.